# NGC 860
NGC 860 ist eine Linsenförmige Galaxie vom Hubble-Typ S0-a im Sternbild Dreieck am Nordsternhimmel. Sie ist schätzungsweise 400 Millionen Lichtjahre von der Milchstraße entfernt und hat einen Durchmesser von etwa 60.000 Lichtjahren. Vermutlich bildet sie gemeinsam mit PGC 8613 ein gravitativ gebundenes Galaxienpaar. 
Das Objekt wurde von dem französischen Astronomen Édouard Stephan am 18. September 1871 mithilfe eines 80-cm-Teleskops entdeckt.